# Surutu dytiscoides
Surutu dytiscoides är en skalbaggsart som beskrevs av Martinez 1955. Surutu dytiscoides ingår i släktet Surutu och familjen Dynastidae. Inga underarter finns listade i Catalogue of Life.